# أندرياس أولي
أندرياس أولي (بالنرويجية البوكمول: Andreas Aulie)‏ هو محامي نرويجي، ولد في 17 نوفمبر 1897 في أوسلو في النرويج، وتوفي في 17 يناير 1990.